# Pistolet SIG-Sauer P226
SIG-Sauer P226 – pistolet samopowtarzalny zaprojektowany w 1981 roku w związku z przystąpieniem firmy SIG Sauer do konkursu na nowy pistolet służbowy United States Army. Jest to rozwinięta wersja wcześniejszego pistoletu SIG-Sauer P220, różniąca się od poprzednika przede wszystkim powiększonym magazynkiem na 15 naboi, dodatkową wewnętrzną blokadą iglicy (zabezpieczenie przed przypadkowym wystrzałem). Pistolet działa na zasadzie krótkiego odrzutu lufy. Model SIG-Sauer P226 posiada również zwalniacz magazynka dający się przełożyć na prawą stronę szkieletu, dzięki czemu pistolet łatwo daje się obsługiwać zarówno przez strzelca prawo, jak i leworęcznego.
SIG-Sauer P226 zyskał sobie znakomite opinie w świecie. Używany jest przez wiele jednostek policyjnych całego świata. Pistolet – pomimo przegranej (głównie z powodu ceny) w konkursie na służbowy pistolet US Army – został zaakceptowany przez United States Navy SEALs.
W 1998 roku pojawiły się nowe wersje P228 i P229, w kalibrze 9 mm IMI, .357 SIG i .40SW. Pierwszy, z 13 nabojowym magazynkiem, w dwóch ostatnich przypadkach pistolet ma 12-nabojowy magazynek i jest nieco cięższy (840 g).

## Zabezpieczenia
Pistolet ma zabezpieczenia, które zapobiegają przypadkowemu oddaniu strzału. Pierwszym zabezpieczeniem jest automatyczna blokada kurka, która uniemożliwia jego styczność z iglicą, dopóki spust nie zostanie całkowicie naciśnięty. Pistolet nie ma zewnętrznego bezpiecznika. Za pomocą dźwigni na chwycie, można bezpiecznie odprężyć kurek, gdy jest napięty.
Wewnętrzny automatyczny bezpiecznik (blokada ruchu iglicy), zostaje wyłączony tylko przy całkowitym naciśnięciu spustu.